# 경주 화산리 회유토기 요지
경주 화산리 회유토기 요지(慶州 花山里 灰釉土器 窯址)는 대한민국 경상북도 경주시 천북면 화산리에 있는 남북국 시대 신라의 가마터이다. 1974년 12월 14일 대한민국의 사적 제241호로 지정되었다.

## 개요
출토된 토기 조각들은 7∼8세기 통일신라 토기 연구에 중요한 자료가 되며, 특히 화산리 가마터에서 발견되는 회색유약을 바른 토기는 그 전에 자연적인 유약을 바른 것보다 발전한 것으로 토기를 만드는 기술이 우수하였음을 말해주는 것이다. 회색유약을 바르는 것이 바탕이 되어 청자가 발생하기 때문에, 회색유약을 바른 토기의 발견은 우리나라 도자기 제작기술 발전의 중요한 단계를 증명하는 것으로 의의가 크다.

## 참고 자료
- 경주 화산리 회유토기 요지 - 국가유산청 국가유산포털